# Кеосаян, Эдмонд Гарегинович
Эдмо́нд Гареги́нович Кеосая́н (арм. Էդմոնդ Գարեգինի Քեոսայան; 9 октября 1936, Ленинакан, Армянская ССР, СССР — 21 апреля 1994, Москва, Россия) — советский кинорежиссёр и сценарист. Член КПСС с 1963 по 1991. Заслуженный деятель искусств РСФСР (1976).

## Биография
Родился 9 октября 1936 года в городе Ленинакане Армянской ССР в армянской семье.
В 1937 году отец был репрессирован, а мать с детьми выслана на Алтай. В Ереван семья смогла вернуться после 1945 года.
Получил образование в Московском экономическом институте (1954—1956) и Ереванском театральном институте (1956—1958). В 1964 году окончил режиссёрский факультет ВГИКа (мастерская Е. Л. Дзигана). Начал карьеру с короткометражных телефильмов, отмеченных наградами на международных фестивалях: фильм «Лестница» получил главный приз МКФ в Монте-Карло (1962), «Три часа дороги» — приз МКФ в Канне (1963). В 1965 году поставил фильм «Стряпуха» по пьесе А. В. Софронова, где впервые снялись С. А. Светличная и В. С. Высоцкий.
В 1966 году экранизировал повесть П. А. Бляхина «Красные дьяволята» (первая экранизация была осуществлена И. Н. Перестиани в 1923 году). Фильм, рассказывающий о четверых подростках, участвующих в Гражданской войне на юге России, приобрёл значительную популярность. Успех позволил снять продолжения: «Новые приключения неуловимых» (1968) и «Корона Российской империи» (1971). В этих работах были задействованы актёры Е. З. Копелян, В. Л. Трещалов, А. Б. Джигарханян, С. В. Крамаров; популярность приобрели также песни Б. А. Мокроусова и Я. А. Френкеля.
В 1970-х годах, работая на киностудии «Арменфильм», обратился к армянской тематике. Наиболее значительной работой этого периода стала драма «Когда наступает сентябрь» (1975), получившая приз МКФ в Каире; главную роль исполнил А. Б. Джигарханян. Историческая дилогия «Звезда надежды» (1978) по роману С. Н. Ханзадяна посвящена борьбе армян под предводительством Мхитара Спарапета против османских завоевателей.
С 1982 года работал на киностудии «Мосфильм». В этот период поставил фильмы: «Где-то плачет иволга…» (1982) о движении Сопротивления в годы Второй мировой войны и «Вознесение» (1989) о жертвах сталинских репрессий. Кеосаян выступал соавтором сценариев многих своих картин. По мнению ряда кинокритиков, режиссёр внёс вклад в развитие армянского кинематографа.
Скончался 20 апреля 1994 года от онкологического заболевания. Похоронен в Москве на Кунцевском кладбище (участок № 10).

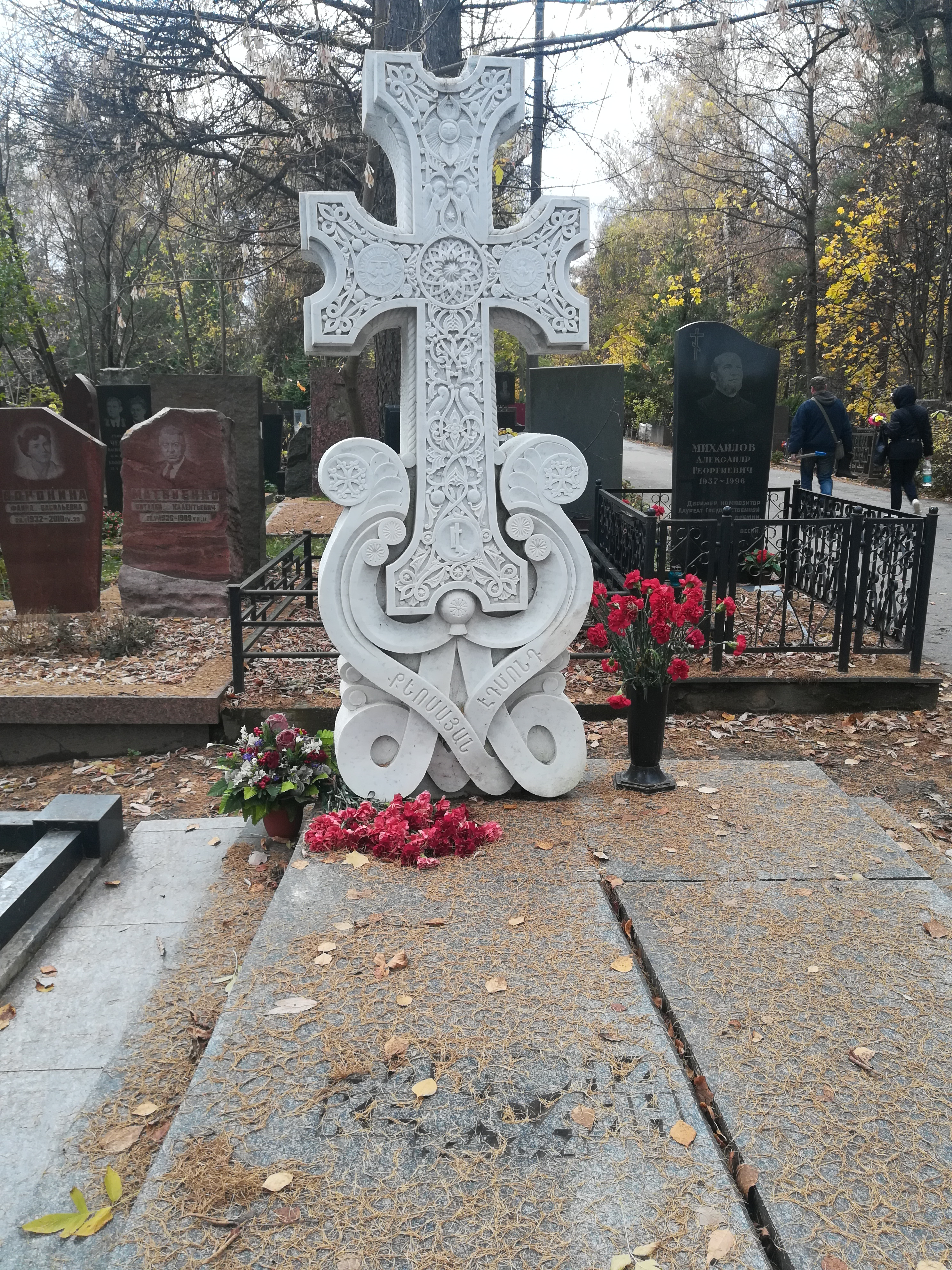
Могила Э. Г. Кеосаяна на Кунцевском кладбище

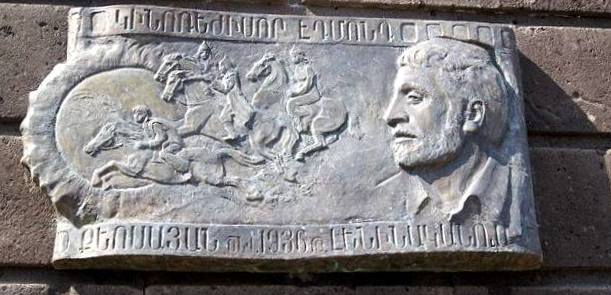
Мемориальная плита Э. Г. Кеосаяну в Гюмри

## Признание
- Заслуженный деятель искусств РСФСР (1976)[4]
- Заслуженный деятель искусств Армянской ССР (1976)[4]
- Заслуженный деятель искусств Грузинской ССР (1980)[4]
- Премия Ленинского комсомола (1968) — за фильмы «Неуловимые мстители» (1966) и «Новые приключения неуловимых» (1968)
- Гранд-премия «КиноВатсон» (2009, посмертно)[5]

## Семья
Супруга — Лаура Геворкян (р. 1939). Сыновья — Давид Кеосаян (1961—2022), Тигран Кеосаян (р. 1966). Внучка — актриса Лаура Кеосаян.

## Фильмография
| 1962 | Лестница                                        | зелёная ✓ |           |           |                   | Дебют в кино            |
| 1963 | Три часа дороги                                 | зелёная ✓ |           |           |                   |                         |
| 1964 | Где ты теперь, Максим?                          | зелёная ✓ |           | зелёная ✓ | строитель в кепке |                         |
| 1965 | Стряпуха                                        | зелёная ✓ |           |           |                   |                         |
| 1966 | Неуловимые мстители                             | зелёная ✓ | зелёная ✓ |           |                   |                         |
| 1968 | Новые приключения неуловимых                    | зелёная ✓ | зелёная ✓ | зелёная ✓ | шпик              |                         |
| 1971 | Корона Российской империи, или Снова неуловимые | зелёная ✓ | зелёная ✓ | зелёная ✓ | шустрый брюнет    |                         |
| 1972 | Мужчины                                         | зелёная ✓ | зелёная ✓ |           |                   |                         |
| 1974 | Ущелье покинутых сказок                         | зелёная ✓ | зелёная ✓ |           |                   |                         |
| 1975 | Когда наступает сентябрь                        | зелёная ✓ | зелёная ✓ |           |                   |                         |
| 1978 | Звезда надежды                                  | зелёная ✓ |           |           |                   |                         |
| 1979 | Легенда о скоморохе                             | зелёная ✓ | зелёная ✓ |           |                   |                         |
| 1982 | Где-то плачет иволга                            | зелёная ✓ | зелёная ✓ |           |                   |                         |
| 1988 | Вознесение                                      | зелёная ✓ | зелёная ✓ |           |                   | Последняя работа в кино |